# ميناء تشاوتشو
ميناء تشاوتشو (بالصينية: 潮州港) تقع المنطقة الاقتصادية للميناء (المنطقة التجريبية للتنمية الاقتصادية لميناء سانبايمن سابقًا) في الساحل الجنوبي الشرقي لمقاطعة غوانغدونغ، في جنوب جمهورية الصين الشعبية البوابة الشرقية الجميلة والغنية لمقاطعة قوانغدونغ محافظة راوبينغ وتحديدا مدينة تشاوتشو، هي منطقة تنمية على مستوى المقاطعة تقع بين منطقتي شانتو وشيامن الاقتصاديتين الخاصتين، منطقة البحر هي ميناء تشاوتشو، منطقة ميناء تشاوتشو الاقتصادية لديها مساحة أرض واسعة بمساحة مخططة تبلغ 180 كيلومتر مربع. وهو ميناء من الدرجة الأولى تم افتتاحه للعالم الخارجي، ويبلغ طول الخط الساحلي 136 كيلومترًا، ومساحة المياه المخطط لها لمنطقة الميناء 230 كيلومترًا مربعًا، ومساحة المياه المفتوحة 115 كيلومترًا مربعًا.

## الموقع الاستراتيجي
يمتاز الموقع باهمية واضحة جدًا، حيث يواجه ميناء تشاوتشو مضيق تايوان في الشرق، على بعد 186 ميلًا بحريًا من كاوشيونغ، تايوان. وهي أقرب منطقة بمقاطعة قوانغدونغ إلى مقاطعة تايوان. يقع الميناء على بعد 36 ميلًا بحريًا من شانتو، و 98 ميلًا بحريًا إلى شيامن، و 192 ميلًا بحريًا إلى هونج كونج، و 308 ميلًا بحريًا إلى قوانغتشو، كما تقع موانئ دول جنوب شرق آسيا مثل سنغافورة وبانكوك على بُعد 1700 ميل بحري.

## المرافق والقدرة الانتاجية
يحتوي ميناء تشاوتشو على مساحة 39كم من الأرصفة والسواحل منها بمقدار 100000 إلى 300000 طن من الأرصفة و 10.4كم من السواحل البحرية ويضم 7 أرصفة و 11 مرسى. من بينها: محطة فحم سعة 50000 طن ورصيف واحد؛ محطة خاصة للنفط والغاز بسعة 50000 طن ورصيف واحد؛ محطة للأغراض العامة سعة 100000 طن ورصيفان؛ محطة مخصصة لحاويات 5000 طن ورصيف واحد؛ محطة شحن متعددة الوظائف سعة 5000 طن ورصيفان؛ 2 مراسي نقل من نوع العوامة سعة 16000 طن
جمارك ميناء تشاوتشو ووكالات التفتيش المشتركة الأخرى في الموانئ مجهزة بشكل كامل مع بنى تحتية مناسبة مثل إمدادات المياه، وإمدادات الطاقة، والطرق، والاتصالات، والصرف. توفر لجنة إدارة منطقة التنمية للمؤسسات خدمات مجانية شاملة عالية الجودة وفعالة. تتيح هذه القدرة الهائلة للميناء الشعور بالطمأنينة للمستثمرين مما يمكنهم بالقيام بأنشطة الإنتاج والأعمال بشكل آمن. وفي ضوء ذلك نفذت مؤخرا لجنة حزب بلدية تشاوتشو وحكومة البلدية نشاطات إستراتيجية للتنمية المتمثلة في «تنشيط المدينة عن طريق الميناء»، وزيادة الاستثمار الرأسمالي من خلال قنوات متعددة وتسريع بناء البنية التحتية للموانئ والدخول في جولة جديدة من الازدهار التنموي في اقتصاد الموانئ، القادمة إلى منطقة ميناء تشاوتشو الاقتصادية، الامر الذي الذي ادى إلى تشجيع عدد كبير من رجال الأعمال لزيارة المنطقة والاستثمار فيها وقد أصبحت المنطقة مكان للعديد من مشاريع البتروكيماويات وتوليد الطاقة الكبيرة، وتعتبر منطقة ميناء تشاوتشو الاقتصادية أرض حديثة مستحدثة قيد التطوير والبناء.